# Mlekpol
Mlekpol (Spółdzielnia Mleczarska MLEKPOL w Grajewie, kurz auch SM MLEKPOL) ist eine polnische Molkereigenossenschaft und der größte Milchkonzern in Polen.
Die Unternehmensgeschichte begann 1976 mit dem Baubeschluss zur ersten Molkerei in Grajewo. 1980 wurde der Betrieb der örtlichen Distriktkorporation aufgenommen. Nach dem politischen Wandel gab sich das Unternehmen 1993 den Namen Mlekpol; die Firmenleitung übernahm Edmund Borawski, der vorher Molkereien in Sanok und Krosno leitete.
Weitere Standorte wurden um die Jahrtausendwende in Ełk und Kolno eröffnet; im Jahr 2007 wurde bei 1,8 Mrd. Złoty Umsatz ein Nettogewinn von 48 Mio. Złoty erzielt. Im Jahr 2008 unterhielt die Firma folgende Standorte: Grajewo, Kolno, Mrągowo, Sejny, Augustów und Zambrów (seit 2003) und Bydgoszcz (seit 2005), im selben Jahr wurde der polnische Mitbewerber Somlek übernommen. 2015 sind folgende Standorte hinzugekommen: Radom, Sokółka, Dąbrowa Białostocka, Zwoleń und Gorzów Wielkopolski. Alle Molkereien spezialisieren sich auf bestimmte Erzeugnisse, sodass nicht an jedem Standort die ganze Produktpalette produziert wird.
Mlekpol produziert die Marken „Łaciate“, „Milko“ und „Mazurski Smak“ und ist mit über 40 % Marktanteil der polnische Marktführer bei H-Milch. Milch mit Geschmackszusätzen, Butter, Joghurt, Quark, Käse und Milchpulver wird in vielen Ländern verkauft. Ein Drittel der polnischen Produktion Mlekpols wird exportiert, Milchpulver macht hiervon knapp zwei Drittel aus.